# Конгломерат (економија)
Конгломерат (енгл. conglomerate; фр. conglomérat) је организациони облик концентрације разноврсне производње и капитала. Реч је о предузетнику или концентрацији предузетника (тзв. Конгломератни концентрација предузетника) који се баве релативно великим бројем различитих, најчешће сасвим неповезаним делатностима у различитим индустријама (секторима), односно на различитим тржиштима.
Сврха стварања конгломерата јесте смањивање ризика, лакши приступ изворима финансирања и ефикаснија алокација ресурса.
Обзиром на то да је све више доказа о томе како стварање конгломерата не мора нужно бити и врло профитабилно, повећава се број приговора на њихов негативни утицај на тржишној конкуренцији. Реч је пре свега о противтржишном понашању кроз могућу cross-subsidization и реципрочне споразуме са другим конгломератима. Стога у последње време долази до реструктурирања таквих концентрација предузетника и њихово фокусирање на мањи број делатности.